# Berthouville
Berthouville – miejscowość i gmina we Francji, w regionie Normandia, w departamencie Eure.
Według danych na rok 1990 gminę zamieszkiwały 233 osoby, a gęstość zaludnienia wynosiła 31 osób/km² (wśród 1421 gmin Górnej Normandii Berthouville plasuje się na 672. miejscu pod względem liczby ludności, natomiast pod względem powierzchni na miejscu 497.).